# Apostolos Stamatelopoulos
Apostolos Vasilios Stamatelopoulos (en griego: Απόστολος Βασίλειος Σταματελόπουλος; Adelaida, Australia Meridional, 9 de abril de 1999) es un futbolista australiano de origen griego que juega como delantero en el Motherwell, club de la Scottish Premiership, y en la selección de fútbol de Australia.

## Carrera en el club

### Adelaide United
El 22 de septiembre de 2017, Stamatelopoulos firmó un contrato de beca de 2 años con Adelaide United. En su cuarta aparición con el primer equipo del club, marcó su primer gol en la A-League saliendo desde el banquillo para empatar en un partido fuera de casa contra Western Sydney Wanderers el 10 de enero de 2018.[cita requerida]

### Western United
El 20 de marzo de 2019, se anunció que Stamatelopoulos había fichado por el nuevo club de la A-League Western United. El 25 de enero de 2021, el club anunció la marcha de Stamatelopoulos. 

### Newcastle Jets
Pocos días después de abandonar el Western United, se anunció que Stamatelopoulos ficharía por el Newcastle Jets cuando se abriera el mercado de fichajes el 16 de febrero.
Stamatelopoulos debutó con los Jets como suplente en una derrota ante el Wellington el 28 de febrero.
En julio de 2023, Stamatelopoulos regresó al Newcastle Jets con un contrato de dos años.

### Motherwell
El 30 de julio de 2024, el club de la Scottish Premiership Motherwell anunció el fichaje de Stamatelopoulos procedente del Newcastle Jets por una cantidad no revelada, con un contrato hasta 2027. 

## Carrera internacional
Stamatelopoulos debutó con la selección nacional de Australia el 11 de junio de 2024 en un partido de Clasificación para la Copa Mundial contra la Palestina en el HBF Park. Sustituyó a Adam Taggart en el minuto 65 de la victoria por 5-0 de Australia.

## Vida personal
Stamatelopoulos nació en Australia y es de ascendencia griega.